# Мудраракшаса
«Мудраракшаса», или «Мудра-Ракшаса» (санскр. Mudrârâkshasa = «Перстень Ракшасы»; «Печать [министра] Ракшаса»), — индийская историко-политическая драма Вишакхадатты (ок. VI—VII в.). Представляет собой блестящую, полную жизни, движения и драматического интереса пьесу с политической интригой. Главное действующее лицо — знаменитый в индийской истории брахман Чанакья, выдававшийся своей хитростью и тонким политическим умом, и сравниваемый историками Индии с Макиавелли. Он сыграл главную роль в возведении Чандрагупты на престол царства Магадха (321 год до н. э.) и в уничтожении прежней династии — Нанда.

## Название
В заглавии «Mudrârâkshasam» два слова (двандва; сложносочинённое слово), которые переводятся «Печать (перстень с печатью) и Ракшаса». Индийский филолог Keshavlal Dhruv (1859—1938) толкует заглавие как «с помощью перстня с печатью захваченный [в плен] Ракшаса».

## Содержание
Действие драмы происходит во времена знаменитого царя Чандрагупты (жившего вскоре после Александра Македонского и основавшего могущественную монархию в городе Паталипутра).
Ракшаса, министр прежнего царя, свергнутого Чандрагуптой, не хочет покориться новому властителю и задумывает его погубить. Министр Чандрагупты, брахман Чанакья, старается целым рядом интриг и хитростей, склонить Ракшасу на сторону Чандрагупты. Ему удаётся посеять недоверие в союзнике Ракшасы, князе Малаякету.
Развязка построена на мотиве, напоминающем известное греческое предание о Дамоне и Питиасе, послужившее сюжетом для известной баллады Шиллера — «Die Bürgschaft». Ювелир, поручившийся за Ракшасу, должен быть казнён. Тогда Ракшаса является к Чандрагупте и отдаёт свою жизнь за жизнь друга. Вместо казни Чандрагупта делает его своим министром.

## Переводы
- Драма переведена с санскрита и напечатана частями в 1875—1876 гг. в журнале Бхаратенду «Балабодхини»[6].
- Мудраракшаса, или Перстень Ракшасы: Драма в семи действиях с прологом / Перевод с санскрита В. Г. Эрмана. — М.-Л.: Издательство Академии Наук СССР, 1959. — 176 с. Серия: Литературные памятники.